# Domaine de la Grange-Charton
Le Domaine de la Grange-Charton est un domaine viticole beaujolais dont les bâtiments sont situés sur la commune de Régnié-Durette dans le Rhône. Ce domaine est la propriété des Hospices de Beaujeu.

## Histoire
Au fil des donations, le domaine a reçu de nombreuses terres agricoles et forestières ainsi que des bâtiments.

## Architecture
Par arrêté du 27 juillet 1994, les logements collectifs de vignerons et bâtiments d'exploitation du domaine sont inscrits au titre des monuments historiques.

## Vignes et vins

### Vignes
Le domaine est aujourd'hui composé de 81 hectares de vignes réparties sur les communes de : Régnié-Durette, Cercié, Villié-Morgon, Lantignié, Marchampt, Beaujeu.

### Vins
Le Domaine de la Grange-Charton produit des vins de quatre appellations d'origine contrôlée, le beaujolais-villages et trois crus : le régnié, le brouilly et le morgon.